# Perfluorované karboxylové kyseliny

Kyselina perfluornonanová

Perfluorované karboxylové kyseliny jsou karboxylové kyseliny odpovídající vzorci CnF2n+1COOH, patří mezi perfluorované sloučeniny; nejjednodušším případem je kyselina trifluoroctová. Jejich pKa jsou o několik jednotek nižší než u odpovídajících nesubstituovaných kyselin; atomy fluoru jim dodávají hydrofobitu. Popsány jsou i perfluorované dikarboxylové kyseliny, například C2F4(CO2H)2.

## Použití
Kyselina trifluoroctová se používá často, například při přípravě peptidů. Její estery mají využití v analytické chemii.
Perfluorované karboxylové kyseliny s delšími řetězci, většinou pěti- až devítiuhlíkovými, se používají jako tenzidy a jako emulgátory při výrobě polytetrafluorethylenu a podobných fluoropolymerů.

## Výroba
Tyto kyseliny se obvykle vyrábí elektrochemickou fluorací fluoridů karboxylových kyselin a následnou hydrolýzou:
CnH(2n+1)COF + (2n+1) HF → CnF(2n+1)COF + (2n+1) H2
CnF(2n+1)COF + H2O → CnF(2n+1)CO2H + HF

## V životním prostředí

Zjednodušený průběh rozkladu polymerů fluorovaných na urethanových postranních řetězcích: hydrolýzou vznikají fluorotelomerové alkoholy, které se následně rozkládají na perfluorované karboxylové kyseliny (zde na perfluorhexanovou, perfluorheptanovou, a perfluorbutanovou).

Používání perfluorovaných karboxylových kyselin s delšími řetězci, například kyseliny perfluoroktanové, se omezuje, protože se tyto látky vyznačují značnou bioakumulativností. Kyseliny s kratšími řetězci se mohou vytvářet atmosférickou oxidací fluorotelomerů a chlorfluorovaných uhlovodíků.
Polymery s fluorovanými postranními řetězci, u nichž jsou fluorotelomery navázané na vedlejší řetězce polymerů, mohou, prostřednictvím hydrolýzy, uvolňovat fluorotelomerové alkoholy, které se následně přeměňují na perfluorované kyseliny.

## Příklady
| Název                          | Vzorec     | Molární hmotnost (g/mol) | Registrační číslo CAS |
| ------------------------------ | ---------- | ------------------------ | --------------------- |
| Kyselina trifluoroctová        | CF3COOH    | 114,02                   | 76-05-1               |
| Kyselina perfluorpropanová     | C2F5COOH   | 164,03                   | 422-64-0              |
| Kyselina perfluorbutanová      | C3F7COOH   | 214,04                   | 375-22-4              |
| Kyselina perfluorpentanová     | C4F9COOH   | 264,05                   | 2706-90-3             |
| Kyselina perfluorhexanová      | C5F11COOH  | 314,05                   | 307-24-4              |
| Kyselina perfluorheptanová     | C6F13COOH  | 364.06                   | 375-85-9              |
| Kyselina perfluoroktanová      | C7F15COOH  | 414,07                   | 335-67-1              |
| Kyselina perfluornonanová      | C8F17COOH  | 464,08                   | 375-95-1              |
| Kyselina perfluordekanová      | C9F19COOH  | 514,08                   | 335-76-2              |
| Kyselina perfluorundekanová    | C10F21COOH | 564,09                   | 2058-94-8             |
| Kyselina perfluordodekanová    | C11F23COOH | 614.10                   | 307-55-1              |
| Kyselina perfluortridekanová   | C12F25COOH | 664,10                   | 72629-94-8            |
| Kyselina perfluortetradekanová | C13F27COOH | 714,11                   | 376-06-7              |